# Andrew Evans
Andrew Evans (né le 25 janvier 1991) est un athlète américain, spécialiste du lancer du disque.

## Biographie
Médaillé d'argent des Championnats d'Amérique du Nord, d'Amérique centrale et des Caraïbes 2015, il participe aux Jeux olympiques de 2016 mais ne franchit pas le cap des qualifications. En avril 2017, à Chula Vista, il porte son record personnel à 66,61 m.

## Palmarès

### International
| Date | Compétition        | Lieu     | Résultat | Épreuve          | Temps   |
| ---- | ------------------ | -------- | -------- | ---------------- | ------- |
| 2015 | Championnats NACAC | San José | 2e       | Lancer du disque | 59,32 m |

### National
- Championnats des États-Unis d'athlétisme
  - vainqueur en 2022

## Records
| Épreuve          | Performance | Lieu      | Date          |
| ---------------- | ----------- | --------- | ------------- |
| Lancer du disque | 68,09 m     | Ann Arbor | 27 avril 2024 |